# Vaughan Bank
Vaughan Bank är ett djuphavsberg i Antarktis. Det ligger i havet utanför Östantarktis. Nya Zeeland gör anspråk på området. Trakten är obefolkad. Det finns inga samhällen i närheten.